# Acontia meridionalis
Acontia meridionalis är en fjärilsart som beskrevs av Walker 1865. Acontia meridionalis ingår i släktet Acontia, och familjen nattflyn. Inga underarter finns listade i Catalogue of Life.